# Edmond Baird Ryckman
Pour les articles homonymes, voir Ryckman.
Edmond Baird Ryckman (15 avril 1866-11 janvier 1934) est un homme politique canadien de l'Ontario. Il est député fédéral conservateur de la circonscription ontarienne de Toronto-Est de 1921 à 1934. Il est ministre dans les cabinets des premiers ministres Arthur Meighen et Richard Bedford Bennett.

## Biographie
Né à Huntingdon dans le Canada-Est, Ryckman étudie à la Brantford Collegiate Institute (en), à l'Université de Toronto et à la Osgoode Hall Law School. Il occupe la fonction de président de la Dunlop Tire and Rubber Goods Company.
Élu en 1921, il est réélu en 1925. Il entre au bref cabinet du gouvernement Meighen en 1926 au poste de ministre des Travaux publics. Réélu en 1926 et en 1930, il devient ministre du Revenu national de 1930 à 1933.